# Killarney
Killarney (irlandés: Cill Airne, significado literal ‘la iglesia de las endrinas’) es una ciudad en el condado de Kerry, del suroeste de Irlanda, que fue por un tiempo capital del medieval reino de Desmond. La ciudad está localizada al norte de Macgillicuddy's Reeks, sobre la orilla noreste del lago Lein, que es parte del parque nacional de Killarney (Killarney National Park). La ciudad cuenta con la Catedral de Santa María (St Mary's Cathedral), el Castillo medieval de Ross, la mansión, la Abadía de Muckross y la Cascada de Torc. Su población era de  13 497 habitantes en 2006.
Killarney tiene el título de «Ciudad mejor mantenida de Irlanda» del año 2007, una competición organizada por el Departamento de medio ambiente de Irlanda. Debido a su riqueza natural, historia y proximidad a la península de Dingle y su ubicación sobre el Anillo de Kerry (Ring of Kerry), Killarney es un destino muy turístico.
Se encuentra situado a los pies de una cadena montañosa que alberga la cima de mayor altura de Irlanda.

## Patrimonio

### Monumental

#### Catedral de Santa María
St. Mary´s Cathedral fue construida en el año 1855 por Augustus Pugin en estilo neogótico.

#### Mansión y abadía de Muckross
Muckross House and Abbey  son una mansión y abadía, situadas en las afueras, a 6 km de la ciudad de Killarney. La abadía se fundó en 1448 como monasterio franciscano para los Franciscanos de la Observancia por Donal McCarthy Mor. La mansión fue construida por el arquitecto escocés William Burn en 1843 para Henry Arthur Herbert y su mujer, la acuarelista Mary Balfour Herbert.

#### Castillo de Ross
Ross Castle es un castillo medieval, del siglo XV, situado en una pequeña isla del lago Leane (Lough Leane), isla Ross. Es de base cuadrangular.

### Natural

#### Parque nacional de Killarney
Fue el primer parque nacional establecido en Irlanda, creado cuando la mansión Muckross fue donada al estado irlandés en 1932.
Dentro de sus 10 000 hectáreas, se encuentra, entre otras, maravillas naturales como la Cascada de Torc.

## Transporte
Killarney está unido por la ruta nacional primaria N22 (al norte hacia Tralee y Castleisland, y hacia el al sur a Cork) y la ruta nacional secundaria N72 (al oeste hacia Killorglin, al este hacia Waterford).
Hay servicios de tren a Tralee, Limerick, Cork y Dublín, gestionados por Iarnród Éireann. El autobús Éireann proporciona servicios de autobús a Limerick y a Dublín, Tralee, Cork, Kenmare y Skibbereen. La estación de ferrocarril de Killarney abrió el 15 de julio de 1853.
El aeropuerto de Kerry, en Farranfore, entre Tralee y Killarney, proporciona un gran número de servicios de avión. El aeropuerto de Cork es fácilmente accesible en autobús o en tren, también sirve a la región de Kerry.

## Deporte

### Baloncesto
Baloncesto St. Paul's Killarney Basketball Club: establecido en 1985, sede actual: Killarney Sports and Leisure Centre. El club ofrece baloncesto para equipos juveniles de niños y niñas y tiene un equipo sénior de la liga nacional que juega en la liga irlandesa de la División de Baloncesto bajo el nombre de Scotts Lakers SPK. El club de baloncesto St Pauls se formó a partir del Club de baloncesto St.Vicents.

### Fútbol
La International Football Association Board (IFAB), el organismo que determina las Leyes del juego, se reunión en Lake Hotel en Killarney en 1905.
Killarney tiene tres clubes de fútbol, todos los cuales compiten en la Liga del Distrito de Kerry.
Killarney Athletic A.F.C. fue fundada en 1965 por Don Harrington, un joven Garda de Cork City que estaba estacionado en Killarney. El club jugó su primer juego competitivo en la Liga Desmond como un equipo juvenil e ingresó en un equipo júnior a principios de 1966. [cita requerida] A principios de la década de 1970, el club se convirtió en un club fundador de la Kerry District League (KDL). El club ingresó a sus primeros equipos juveniles y B en el KDL en 1975 y ahora tiene dos equipos sénior y un equipo juvenil que compiten en la liga. El club también fue miembro fundador de la Kerry Schoolboys League en 1984 y actualmente organiza equipos en todos los grupos de edad, desde niños menores de 10 años hasta menores de 16 años. [Cita requerida] Originalmente el club jugó en el centro de Killarney, pero desde entonces se ha mudado a una instalación moderna (con dos parcelas) en el área de Woodlawn de la ciudad.
Killarney Celtic fue fundada en 1976. El club compró su propio terreno en 1993 y desde entonces ha invertido en sus instalaciones. Hay un campo de hierba y un campo sintético para todo clima FIFA 1 estrella de tamaño completo (ambos iluminados para que coincida con el estándar), un campo de entrenamiento de césped de 50 x 80 metros y un campo de entrenamiento sintético de 70 x 35 metros que también está completamente iluminado.
Cedar Galaxy se formó en 2011 y juega en la División 2B de la Liga del Distrito de Kerry. El equipo pasó dos temporadas mejorando su juego en la División 2B antes de lograr el ascenso a la División 2A para la campaña 2013/14.

### Ciclismo
El Ciclo Ring of Kerry, un ciclo de caridad alrededor del Ring (175 km) tiene lugar cada primer sábado de julio. En los últimos años, los números que participan han aumentado a 12000 y el evento ha recaudado millones para organizaciones benéficas locales. También hay un club en Killarney llamado Killarney Cycling Club y tiene mucho éxito en ciclismo de carretera y montaña. El club tiene un fuerte lado juvenil y un lado adulto y compite regularmente. El club tenía un equipo en el An Post Rás en 2014 y se presenta cada año en el Rás Mumhan. En el lado del ciclismo de montaña, tuvieron un ganador del campeonato nacional en jóvenes y adultos.
En 2011, Killarney debió ser anfitrión de una ronda del Campeonato de Europa de la UCI Mountain Bike, pero, desafortunadamente, la construcción del lugar nunca comenzó debido a complicaciones. La construcción del sendero propuesto de 430,000 euros, que es una iniciativa conjunta entre el Consejo del Condado de Kerry, Cycling Ireland y el terrateniente local, el señor Con O'Donoghue, se retrasó a diciembre de 2012, a diciembre de 2015 no ha comenzado la construcción y el permiso de planificación original ha expirado. El destino del proyecto es desconocido.

### Juegos gaélicos
Killarney tiene tres equipos de fútbol gaélico: Doctor Crokes, Killarney Legion y Spa. El interior rural tiene un número grande de equipos gaélicos de fútbol, como Kilcummin, Fossa, Firies, Glenflesk y Rathmore. Todos estos equipos compiten en la liga del condado de Kerry.

### Remo
Hay seis clubes de remo en la ciudad, que comparten una historia común en la regata de supervivencia más vieja de Irlanda, la Regata Killarney, que se lleva a cabo cada año sobre el primero o segundo domingo en julio. Los seis clubes son Commercial RC, Flesk Valley RC, Fossa RC, Muckross RC, San Brendan's RC y Workmen RC. El estilo de remar visto en la regata es el tradicional, en el cual se rema en 6 barcos amplios, de madera.

### Rally de los lagos
El rally o carrera de los lagos una carrera de coches de rally que se celebra cada año y desde 1979 en el puente de mayo. Tradicionalmente comienza en la ciudad de Killarney transcurre por el anillo de Kerry. Dado que tiene como base la ciudad de Killarney, cuenta con mucha repercusión en los medios de comunicación y en el comercio de la ciudad debido a la gran cantidad de público que atrae. El rally está patrocinado por varias entidades a nivel nacional pero también por entidades únicas y exclusivas de la propia ciudad de Killarney: el Killarney and District Motor Club y The Gleneagle Hotel, Killarney.

## Turismo
El turismo es, con mucha diferencia, la industria más grande en Killarney. A excepción de Dublín, hay más camas de hotel en Killarney que en cualquier otro pueblo o ciudad irlandesa. La población turística es cada vez más diversa. Una proporción significativa de turistas proviene de los EE. UU., Irlanda, el Reino Unido, Alemania y otros países europeos.
Killarney Summer Fest (Festival de Verano de Killarney) tiene lugar todos los años en el mes de julio, y en él se pueden ver conciertos de artistas tales como: Snow Patrol, The Cranberries, Bryan Adams, The Corrs, Westlife, Tom Jones, Kris Kristofferson, David Gray, Elton John, Pink, etc.

### Vida nocturna
Killarney es un destino popular para fiesteros. Los pubs de Killarney están llenos todos los días de la semana durante los meses de verano, cuando la población de la ciudad aumenta considerablemente. Los sitios más comúnmente visitados son: Mustang Sally's, McSorley's, Scruffy's, Scotts, Charlie Foley's, Jade's Bar New Street, The Grand Hotel, The Strawberry Tree (Rudy's), The Danny Mann Inn y The Granary.[cita requerida]. Además, en muchos de los pubs locales e incluso en los bares de los hoteles como el Gleneagle Hotel, Kit Flaherty's Pub (White Gates) se toca música en vivo con instrumentos musicales típicamente irlandeses.